# Hôtel de Sechtré

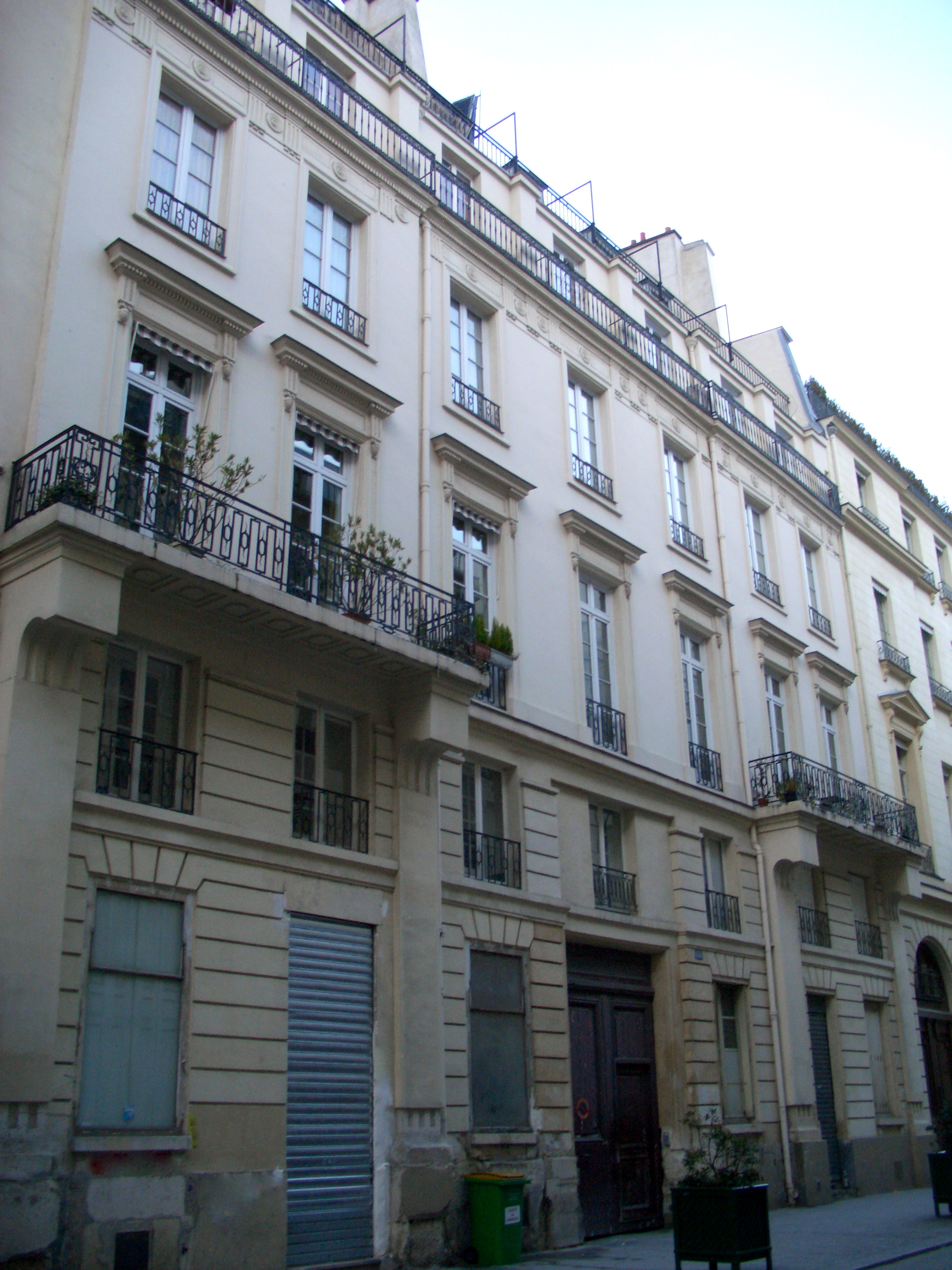
Fassade zur Rue René-Boulanger

Das Hôtel de Sechtré ist ein Hôtel particulier im 10. Arrondissement von Paris. Das Ende des 18. Jahrhunderts erbaute Gebäude steht in der Rue René Boulanger Nr. 66. Das Hôtel de Sechtré ist seit 1962 als Baudenkmal (Monument historique) geschützt. Daneben befindet sich das Hôtel de Rosambo.
Die nächste Métrostation ist Strasbourg – Saint-Denis an den Linien 4, 8 und 9.

## Geschichte
Das Hôtel de Sechtré wurde zwischen 1771 und 1776 nach den Plänen des Architekten Nicolas Lenoir für den Comte de Sechtré erbaut, der es seinen Töchtern Madame de Rennepont und Madame Castéja zu gleichen Teilen vermachte. Das Hôtel particulier ging 1830 in den Besitz von Olry Worms de Romilly über, der Bürgermeister des Arrondissements war.

## Architektur
Je zwei Pilaster des Erdgeschosses enden auf der zweiten Etage an den Konsolen der Balkone. Diese sind mit schmiedeeisernen Gittern geschmückt. Auf der rechten Seite des Hauses befindet sich eine hohe Einfahrt für Kutschen. Die Fassaden zur Straße und zum Hof sind mit Gesimsen geschmückt, im Innern des Hauses sind keine Reste der ursprünglichen Ausstattung mehr erhalten.